# Glenn James
Glenn James (* 2. Oktober 1882 in Lincolnville, Wabash County, Indiana; † 2. September 1961 in Arroyo Grande, Kalifornien) war ein US-amerikanischer Mathematiker.
James, dessen Eltern beide Lehrer waren, studierte an der Indiana University (Bachelor 1905) und war dann Instructor für Mathematik am Michigan Agricultural College sowie der Purdue University. Gleichzeitig machte er 1911 seinen Master-Abschluss an der Indiana University und promovierte 1917 an der Columbia University (Some Theorems on the Summation of Divergent Series). Er wurde Assistant Professor an der Purdue University und war dann Associate Professor am Carnegie Institute of Technology. 1922 wurde er Assistant Professor und 1925 Associate Professor an der Southern Branch der University of California in Los Angeles (die spätere UCLA). 1949 ging er als Professor in den Ruhestand.
James rettete das Mathematics Magazine als Herausgeber vor der Einstellung. 1959 wurde es von der Mathematical Association of America übernommen. Als Mathematiker beschäftigte er sich mit divergenten Reihen und später mit der Fermat-Vermutung.
Wie seine Eltern war er aktiver Quäker. Mit seinem Sohn Robert C. James schrieb er ein Mathematik-Lexikon (auf dem Niveau von Gymnasien bis Vordiplom).

## Schriften
- mit Robert C. James: Mathematics Dictionary, 5. Auflage, Chapman and Hall 1992. Die erste Auflage (bei der Robert James assistierte) erschien 1942, die erste Auflage bei van Nostrand 1949, später war auch Edwin F. Beckenbach wesentlich an der Herausgabe beteiligt
- als Mit-Herausgeber: The tree of Mathematics, Pacoima, Kalifornien, Digest Press, 1957